# فريد علي (لاعب كرة قدم)
فريد علي (بالأوكرانية: Фарід Ахмедович Алі)‏ (11 فبراير 1992 بأوكرانيا -) هو لاعب كرة قدم أوكراني في مركز الوسط. لعب مع أرسنال كييف وميتالوره زابورجيا.

## وصلات خارجية
- فريد علي على موقع اتحاد أوكرانيا (الإنجليزية)
- فريد علي على موقع قاعدة بيانات كرة القدم.إي يو (الإنجليزية)
- فريد علي على موقع Soccerway.com (الإنجليزية)